# Anthophora porterae
Anthophora porterae là một loài Hymenoptera trong họ Apidae. Loài này được Cockerell mô tả khoa học năm 1900.